# Mathewsia foliosa
Mathewsia foliosa är en korsblommig växtart som beskrevs av William Jackson Hooker och George Arnott Walker Arnott. Mathewsia foliosa ingår i släktet Mathewsia och familjen korsblommiga växter. Inga underarter finns listade i Catalogue of Life.